# Bringsjön, Dalarna
Bringsjön är en sjö i Ludvika kommun i Dalarna och ingår i Norrströms huvudavrinningsområde.